# ミルトン (オンタリオ州)
ミルトン（英: Milton）は、カナダのオンタリオ州ハルトン地域の町である。南をオークビルとバーリントンに接している。トロントのダウンタウンから約40km西方に位置するグレータートロントの一部に属しトロントの衛星都市としての発展が続けられ人口は約11万人。2001年から2006年にかけては人口増加率が71.4%とカナダで最も人口増加率の高い自治体となった。2031年には22万人まで増加すると予想されている。

## 人口統計
| 年度   | 人口（人） | 増加率（%） |
| ------ | ---------- | ----------- |
| 2016年 | 110,128    | 30.5        |
| 2011年 | 84,362     | 56.4        |
| 2006年 | 53,939     | 71.4        |
| 2001年 | 31,471     | −2.0        |
| 1996年 | 32,104     |             |

- 増加率は過去5年間の人口増加率を意味する。

### 人種・民族
| 人種・民族構成（ミルトン） 2016年 | 人種・民族構成（ミルトン） 2016年 | 人種・民族構成（ミルトン） 2016年 | 人種・民族構成（ミルトン） 2016年 | 人種・民族構成（ミルトン） 2016年 |
| --------------------------------- | --------------------------------- | --------------------------------- | --------------------------------- | --------------------------------- |
|                                   |                                   |                                   |                                   |                                   |
| 白人                              | 白人                              |                                   | 51.3%                             | 51.3%                             |
| 南アジア系                        | 南アジア系                        |                                   | 22.4%                             | 22.4%                             |
| 黒人                              | 黒人                              |                                   | 5.1%                              | 5.1%                              |
| フィリピン系                      | フィリピン系                      |                                   | 4.1%                              | 4.1%                              |
| アラブ系                          | アラブ系                          |                                   | 3.8%                              | 3.8%                              |
| ラテンアメリカ系                  | ラテンアメリカ系                  |                                   | 2.5%                              | 2.5%                              |
| 中国系                            | 中国系                            |                                   | 2.4%                              | 2.4%                              |

2016年国勢調査による人種別構成は45.4%が有色人種となっており、白人は51.3%。移民の受け入れ拡大が都市の急成長に繋がっている。言語統計を見るとウルドゥー語話者が8.0%に達しパキスタン系移民が多く住んでおりイスラム教徒の割合も高い。

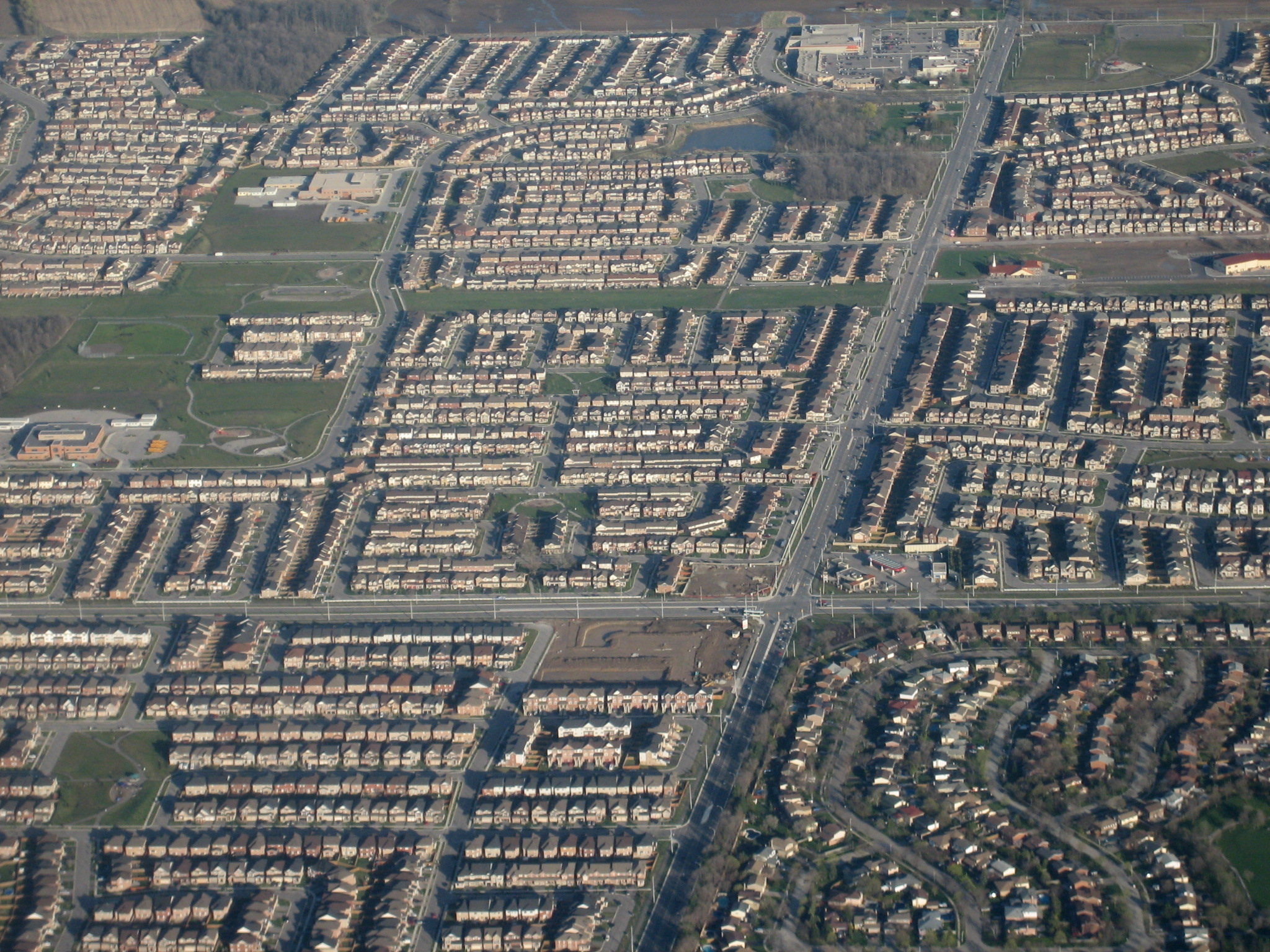
ミルトンの新興住宅地

## 交通

### 鉄道
- GOトランジット（ミルトン線）

### 高速道路
- 400番台オンタリオ・ハイウェイ
  - ハイウェイ401号線 （Highway 401）

### 市内交通
- ミルトントランジット

## 施設
- マッタミー・ナショナル・サイクリング・センター
  - カナダの自転車トラック競技の拠点施設であり、UCIネーションズカップの会場としても用いられる。